# Draché
Draché és un municipi francès, situat al departament de l'Indre i Loira i a la regió de Centre – Vall del Loira. L'any 2007 tenia 679 habitants.

## Demografia

### Població
El 2007 la població de fet de Draché era de 679 persones. Hi havia 249 famílies, de les quals 64 eren unipersonals (36 homes vivint sols i 28 dones vivint soles), 72 parelles sense fills, 105 parelles amb fills i 8 famílies monoparentals amb fills.
La població ha evolucionat segons el següent gràfic:
Habitants censats

### Habitatges
El 2007 hi havia 306 habitatges, 266 eren l'habitatge principal de la família, 23 eren segones residències i 16 estaven desocupats. 301 eren cases i 4 eren apartaments. Dels 266 habitatges principals, 214 estaven ocupats pels seus propietaris i 52 estaven llogats i ocupats pels llogaters; 1 tenia una cambra, 26 en tenien dues, 37 en tenien tres, 67 en tenien quatre i 135 en tenien cinc o més. 219 habitatges disposaven pel capbaix d'una plaça de pàrquing. A 102 habitatges hi havia un automòbil i a 149 n'hi havia dos o més.

### Piràmide de població
La piràmide de població per edats i sexe el 2009 era:
| Homes | Edats   | Dones |
| ----- | ------- | ----- |
| 0     | 95 o +  | 0     |
| 0     | 90 a 94 | 0     |
| 4     | 85 a 89 | 4     |
| 4     | 80 a 84 | 0     |
| 12    | 75 a 79 | 12    |
| 8     | 70 a 74 | 12    |
| 16    | 65 a 69 | 20    |
| 16    | 60 a 64 | 4     |
| 12    | 55 a 59 | 16    |
| 40    | 50 a 54 | 24    |
| 20    | 45 a 49 | 16    |
| 40    | 40 a 44 | 28    |
| 12    | 35 a 39 | 20    |
| 12    | 30 a 34 | 20    |
| 28    | 25 a 29 | 32    |
| 24    | 20 a 24 | 8     |
| 40    | 15 a 19 | 24    |
| 12    | 10 a 14 | 8     |
| 32    | 5 a 9   | 20    |
| 20    | 0 a 4   | 12    |

## Economia
El 2007 la població en edat de treballar era de 426 persones, 342 eren actives i 84 eren inactives. De les 342 persones actives 320 estaven ocupades (181 homes i 139 dones) i 22 estaven aturades (13 homes i 9 dones). De les 84 persones inactives 30 estaven jubilades, 30 estaven estudiant i 24 estaven classificades com a «altres inactius».

### Ingressos
El 2009 a Draché hi havia 280 unitats fiscals que integraven 722 persones, la mediana anual d'ingressos fiscals per persona era de 17.602 €.

### Activitats econòmiques
Dels 27 establiments que hi havia el 2007, 2 eren d'empreses alimentàries, 2 d'empreses de fabricació d'altres productes industrials, 3 d'empreses de construcció, 7 d'empreses de comerç i reparació d'automòbils, 3 d'empreses de transport, 3 d'empreses d'hostatgeria i restauració, 1 d'una empresa immobiliària, 2 d'empreses de serveis i 4 d'empreses classificades com a «altres activitats de serveis».
Dels 9 establiments de servei als particulars que hi havia el 2009, 4 eren tallers de reparació d'automòbils i de material agrícola, 1 lampisteria, 1 empresa de construcció, 1 perruqueria, 1 restaurant i 1 saló de bellesa.
L'únic establiment comercial que hi havia el 2009 era una fleca.
L'any 2000 a Draché hi havia 31 explotacions agrícoles que ocupaven un total de 1.144 hectàrees.

## Equipaments sanitaris i escolars
El 2009 hi havia una escola elemental integrada dins d'un grup escolar amb les comunes properes formant una escola dispersa.

## Poblacions més properes
El següent diagrama mostra les poblacions més properes.